# Parascutellinia carneosanguinea
Parascutellinia carneosanguinea är en svampart som först beskrevs av Karl Wilhelm Gottlieb Leopold Fuckel, och fick sitt nu gällande namn av Trond Schumacher 1979. Parascutellinia carneosanguinea ingår i släktet Parascutellinia och familjen Pyronemataceae.   Inga underarter finns listade i Catalogue of Life.